# مکتب تدبیر و احتیاط
مکتب تدبیر و احتیاط یا مکتب تدبیر و پروا (لاتین: prudentia)، آیین زمامداری و توانایی حکومت در نظم و انضباط با استفاده از دلیل و برهان.

## در فلسفه سیاسی
سنت‌هایی همچون سنت ارسطویی معتقدند صرف‌نظر ورزی برای تدبیر سیاسی کافی نیست و فلسفه سیاسی عرصه تجربه، تدبیر و حزم (مکتب تدبیر و احتیاط) است و با حوزه‌های عملی سروکار دارد. 
در اندیشه سیاسی ارسطویی، پروا از ویژگی های ارزشمند یک شهریار و دولتمرد است. پروا در حوزه اندیشه سیاسی به چم داشتن خرد کُنشی یا حکمت عملی و تدبیر در تصمیم گیری های مهم سیاسی اجتماعی است.